# La Roca de Clavelles
La Roca de Clavelles és una masia de Manlleu (Osona) inclosa a l'Inventari del Patrimoni Arquitectònic de Catalunya.

## Descripció
Masia de planta baixa, pis i golfes amb coberta a dues vessants. És un dels edificis més representatius de les masies tradicionals de Manlleu. Cal destacar totes les obertures de pedra picada, l'arc de mig punt de l'entrada i la pallissa amb un pilar central de totxo massis i una encavallada de fusta. Havia esta la seu de l'Ajuntament de les Masies de Manlleu i de la Parròquia de Sant Esteve de Vila-setrú.